# Torneo Esperanzas de Toulon de 2011
El XXXIX Torneo Esperanzas de Toulon de 2011 se realizó entre el 1 de junio y el 10 de junio de 2011. En el certamen participaron 8 países, los cuales jugaron con selecciones de la modalidad Sub-20. El ganador de esta edición fue Colombia al vencer por tanda de penales a Francia.

## Sedes
Los partidos se disputaron en 7 localidades:
- Aubagne
- Hyères
- La Seyne
- Le Lavandou
- Niza
- Toulon
- Saint-Raphaël

## Países participantes y uniformes
| Bandera de la República Popular China | Bandera de Colombia | Bandera de Costa de Marfil | Bandera de Francia |
| China                                 | Colombia            | Costa de Marfil            | Francia            |
| ------------------------------------- | ------------------- | -------------------------- | ------------------ |

| Bandera de Hungría | Bandera de Italia | Bandera de México | Bandera de Portugal |
| Hungría            | Italia            | México            | Portugal            |
| ------------------ | ----------------- | ----------------- | ------------------- |

## Primera fase

### Grupo A
| Equipo          | Pts | PJ | PG | PE | PP | GF | GC | Dif |
| --------------- | --- | -- | -- | -- | -- | -- | -- | --- |
| Colombia        | 5   | 3  | 1  | 2  | 0  | 6  | 3  | 3   |
| Italia          | 5   | 3  | 1  | 2  | 0  | 4  | 2  | 2   |
| Portugal        | 5   | 3  | 1  | 2  | 0  | 3  | 2  | 1   |
| Costa de Marfil | 0   | 3  | 0  | 0  | 3  | 1  | 7  | -6  |

| 1 de junio de 2011, 16:15 | Colombia             | 1:1 (1:0) | Portugal  | Stade Mayol, Toulon                        |                                            |
|                           | Rodríguez 33' (pen.) | Reporte   | Baldé 73' | Árbitro(s): José Alfredo Peñaloza (México) | Árbitro(s): José Alfredo Peñaloza (México) |

| 1 de junio de 2011, 18:30 | Costa de Marfil | 0:2 (0:1) | Italia                       | Stade Mayol, Toulon                      |                                          |
|                           |                 | Reporte   | Paloschi 4' · Gabbiadini 19' | Árbitro(s): Stanislav Todorov (Bulgaria) | Árbitro(s): Stanislav Todorov (Bulgaria) |

| 3 de junio de 2011, 17:15 | Colombia                                           | 4:1 (3:0) | Costa de Marfil   | Stade de l'Estérel, Saint-Raphaël       |                                         |
|                           | Rodríguez 7' (pen.) · Cardona 13' 19' · Muriel 45' | Reporte   | Franco 60' (a.g.) | Árbitro(s): Sandor Ando Szabo (Hungría) | Árbitro(s): Sandor Ando Szabo (Hungría) |

| 3 de junio de 2011, 19:30 | Italia         | 1:1 (1:0) | Portugal  | Stade de l'Estérel, Saint-Raphaël |                               |
|                           | Gabbiadini 25' | Reporte   | Baldé 72' | Árbitro(s): Lei Zhang (China)     | Árbitro(s): Lei Zhang (China) |

| 5 de junio de 2011, 18:30 | Colombia     | 1:1 (1:0) | Italia              | Le Grand Stade, Le Lavandou                |                                            |
|                           | Quiñones 17' | Reporte   | Paloschi 57' (pen.) | Árbitro(s): José Alfredo Peñaloza (México) | Árbitro(s): José Alfredo Peñaloza (México) |

| 5 de junio de 2011, 18:30 | Costa de Marfil | 0:1 (0:0) | Portugal     | Stade De Lattre, Aubagne                 |                                          |
|                           |                 | Reporte   | Oliveira 48' | Árbitro(s): Stanislav Todorov (Bulgaria) | Árbitro(s): Stanislav Todorov (Bulgaria) |

### Grupo B
| Equipo  | Pts | PJ | PG | PE | PP | GF | GC | Dif |
| ------- | --- | -- | -- | -- | -- | -- | -- | --- |
| Francia | 7   | 3  | 2  | 1  | 0  | 9  | 2  | 7   |
| México  | 6   | 3  | 2  | 0  | 1  | 5  | 5  | 0   |
| Hungría | 4   | 3  | 1  | 1  | 1  | 4  | 3  | 1   |
| China   | 0   | 3  | 0  | 0  | 3  | 1  | 9  | -8  |

| 2 de junio de 2011, 16:45 | China | 0:3 (0:0) | Hungría                               | Stade Perruc, Hyères                 |                                      |
|                           |       | Reporte   | Katona 42' · Futács 53' · Eppel 90+1' | Árbitro(s): Andrea de Marco (Italia) | Árbitro(s): Andrea de Marco (Italia) |

| 2 de junio de 2011, 19:00 | Francia                                                     | 4:1 (2:1) | México     | Stade Perruc, Hyères                             |                                                  |
|                           | Knockaert 5' · Joseph-Monrose 40' · Tafer 64' · Benezet 70' | Reporte   | Dávila 25' | Árbitro(s): João Carlos Santos Capela (Portugal) | Árbitro(s): João Carlos Santos Capela (Portugal) |

| 4 de junio de 2011, 16:15 | Hungría | 0:2 (0:0) | México                    | Stade du Ray, Niza                               |                                                  |
|                           |         | Reporte   | Dávila 57' · Orrantia 65' | Árbitro(s): João Carlos Santos Capela (Portugal) | Árbitro(s): João Carlos Santos Capela (Portugal) |

| 4 de junio de 2011, 18:30 | Francia                                            | 4:0 (2:0) | China | Stade du Ray, Niza                  |                                     |
|                           | Joseph-Monrose 21' 40' · Benezet 64' · Jarsale 70' | Reporte   |       | Árbitro(s): Imer Machado (Colombia) | Árbitro(s): Imer Machado (Colombia) |

| 6 de junio de 2011, 18:00 | China   | 1:2 (1:1) | México                         | Stade Marquet, La Seyne             |                                     |
|                           | Pei 10' | Reporte   | Izazola 40' (pen.) · Reyes 65' | Árbitro(s): Imer Machado (Colombia) | Árbitro(s): Imer Machado (Colombia) |

| 6 de junio de 2011, 18:00 | Francia      | 1:1 (0:0) | Hungría    | Stade De Lattre, Aubagne             |                                      |
|                           | Duplus 90+2' | Reporte   | Futács 45' | Árbitro(s): Andrea de Marco (Italia) | Árbitro(s): Andrea de Marco (Italia) |

## Segunda fase
|  | Semifinales        | Semifinales        |       |                     | Final               | Final |  |
|  |                    |                    |       |                     |                     |       |  |
|  |                    |                    |       |                     |                     |       |  |
|  | 8 de junio, Toulon |                    |       |                     |                     |       |  |
|  | Colombia           | 2                  |       |                     |                     |       |  |
|  | México             | 1                  |       |                     |                     |       |  |
|  |                    |                    |       |                     |                     |       |  |
|  |                    |                    |       |                     | 10 de junio, Toulon |       |  |
|  |                    |                    |       |                     | Colombia            | 1 (3) |  |
|  |                    | Francia            | 1 (1) |                     |                     |       |  |
|  |                    |                    |       |                     |                     |       |  |
|  |                    |                    |       |                     |                     |       |  |
|  |                    |                    |       |                     | Tercer lugar        |       |  |
|  | 8 de junio, Toulon | 8 de junio, Toulon |       | 10 de junio, Toulon | 10 de junio, Toulon |       |  |
|  | Francia            | 1                  |       | Italia              | 1 (5)               |       |  |
|  | Italia             | 0                  |       |                     | México              | 1 (4) |  |

### Semifinales
| 8 de junio de 2011, 17:30 | Colombia                   | 2:1 (1:0) | México        | Stade Mayol, Toulon                      |                                          |
|                           | Cardona 38' · Valencia 47' | Reporte   | Izazola 90+2' | Árbitro(s): Stanislav Todorov (Bulgaria) | Árbitro(s): Stanislav Todorov (Bulgaria) |

| 8 de junio de 2011, 20:00 | Francia            | 1:0 (0:0) | Italia | Stade Mayol, Toulon                     |                                         |
|                           | Joseph-Monrose 62' | Reporte   |        | Árbitro(s): Sandor Ando Szabo (Hungría) | Árbitro(s): Sandor Ando Szabo (Hungría) |

### Tercer lugar
| 10 de junio de 2011, 18:30 | Italia     | 1:1 (0:1) | México     | Stade Mayol, Toulon                                                              |                                                                                  |
|                            | Destro 42' | Reporte   | Guarch 32' | Asistencia: 15.490 espectadores Árbitro(s): João Carlos Santos Capela (Portugal) | Asistencia: 15.490 espectadores Árbitro(s): João Carlos Santos Capela (Portugal) |

| Tiros desde el punto penal |                  |     |                  |            |
| Destro                     | Acierto de penal | 1:1 | Acierto de penal | De Buen    |
| Caldirola                  | Acierto de penal | 2:2 | Acierto de penal | Villalobos |
| Rossi                      | Acierto de penal | 3:3 | Acierto de penal | Reyes      |
| Soriano                    | Acierto de penal | 4:3 | Fallo de penal   | Rivera     |
| Paloschi                   | Fallo de penal   | 4:4 | Acierto de penal | Pulido     |
| D'Alessandro               | Acierto de penal | 5:4 | Fallo de penal   | Valencia   |

## Final
| 1    | POR  | Franck L'Hostis       |     |
| 2    | DEF  | Frédéric Duplus       |     |
| 4    | DEF  | Kalidou Koulibaly     |     |
| 15   | DEF  | Nicolas Isimat-Mirin  |     |
| 3    | DEF  | Florentin Pogba       |     |
| 20   | MED  | Abdoul Sissoko        |     |
| 12   | MED  | Adrien Trebel         |     |
| 14   | MED  | Anthony Knockaert     | 78' |
| 13   | MED  | Maxime Bourgeois      | 68' |
| 9    | DEL  | Yannis Tafer          | 72' |
| 8    | DEL  | Steven Joseph-Monrose |     |
| D.T. | D.T. | Pierre Mankowski      |     |

| 1    | POR  | Cristhian Bonilla  |     |
| 4    | DEF  | Santiago Arias     | 74' |
| 3    | DEF  | Pedro Franco       |     |
| 18   | DEF  | Jeison Murillo     |     |
| 5    | DEF  | Héctor Quiñones    |     |
| 13   | MED  | Juan David Cabezas |     |
| 20   | MED  | José Valencia      | 78' |
| 6    | MED  | Didier Moreno      |     |
| 8    | MED  | Edwin Cardona      | 41' |
| 10   | DEL  | James Rodríguez    |     |
| 9    | DEL  | Luis Muriel        |     |
| D.T. | D.T. | Eduardo Lara       |     |

| 11 | MED | Yoann Court      | 68' |
| 18 | MED | Fabien Jarsale   | 72' |
| 7  | MED | Damien Le Tallec | 78' |

| 15 | MED | Yerson Candelo  | 41' |
| 11 | DEL | Duván Zapata    | 74' |
| 14 | DEF | Juan David Díaz | 78' |

|  | 50' | Steven Joseph-Monrose |

|  | 76' | Duván Zapata |

| Le Tallec | Fallo de penal (Atajado)   | 0:0 |                          |           |
|           |                            | 0:1 | Acierto de penal         | Rodríguez |
| Pogba     | Fallo de penal (Atajado)   | 0:1 |                          |           |
|           |                            | 0:2 | Acierto de penal         | Murillo   |
| Duplus    | Acierto de penal           | 1:2 |                          |           |
|           |                            | 1:2 | Fallo de penal (Atajado) | Franco    |
| Jarsale   | Fallo de penal (Travesaño) | 1:2 |                          |           |
|           |                            | 1:3 | Acierto de penal         | Candelo   |

| Amonestado | 68' | Sissoko |

| Amonestado | 75' | Rodríguez |

| Árbitro:             | Andrea de Marco       |
| Árbitros asistentes: | Elenito di Liberatore |
| Árbitros asistentes: | Riccardo di Fiore     |
| Cuarto árbitro       | José Alfredo Peñaloza |
|                      |                       |

| 1    | POR  | Franck L'Hostis       |     |
| 2    | DEF  | Frédéric Duplus       |     |
| 4    | DEF  | Kalidou Koulibaly     |     |
| 15   | DEF  | Nicolas Isimat-Mirin  |     |
| 3    | DEF  | Florentin Pogba       |     |
| 20   | MED  | Abdoul Sissoko        |     |
| 12   | MED  | Adrien Trebel         |     |
| 14   | MED  | Anthony Knockaert     | 78' |
| 13   | MED  | Maxime Bourgeois      | 68' |
| 9    | DEL  | Yannis Tafer          | 72' |
| 8    | DEL  | Steven Joseph-Monrose |     |
| D.T. | D.T. | Pierre Mankowski      |     |

| 1    | POR  | Cristhian Bonilla  |     |
| 4    | DEF  | Santiago Arias     | 74' |
| 3    | DEF  | Pedro Franco       |     |
| 18   | DEF  | Jeison Murillo     |     |
| 5    | DEF  | Héctor Quiñones    |     |
| 13   | MED  | Juan David Cabezas |     |
| 20   | MED  | José Valencia      | 78' |
| 6    | MED  | Didier Moreno      |     |
| 8    | MED  | Edwin Cardona      | 41' |
| 10   | DEL  | James Rodríguez    |     |
| 9    | DEL  | Luis Muriel        |     |
| D.T. | D.T. | Eduardo Lara       |     |

| 11 | MED | Yoann Court      | 68' |
| 18 | MED | Fabien Jarsale   | 72' |
| 7  | MED | Damien Le Tallec | 78' |

| 15 | MED | Yerson Candelo  | 41' |
| 11 | DEL | Duván Zapata    | 74' |
| 14 | DEF | Juan David Díaz | 78' |

|  | 50' | Steven Joseph-Monrose |

|  | 76' | Duván Zapata |

| Le Tallec | Fallo de penal (Atajado)   | 0:0 |                          |           |
|           |                            | 0:1 | Acierto de penal         | Rodríguez |
| Pogba     | Fallo de penal (Atajado)   | 0:1 |                          |           |
|           |                            | 0:2 | Acierto de penal         | Murillo   |
| Duplus    | Acierto de penal           | 1:2 |                          |           |
|           |                            | 1:2 | Fallo de penal (Atajado) | Franco    |
| Jarsale   | Fallo de penal (Travesaño) | 1:2 |                          |           |
|           |                            | 1:3 | Acierto de penal         | Candelo   |

| Amonestado | 68' | Sissoko |

| Amonestado | 75' | Rodríguez |

| Árbitro:             | Andrea de Marco       |
| Árbitros asistentes: | Elenito di Liberatore |
| Árbitros asistentes: | Riccardo di Fiore     |
| Cuarto árbitro       | José Alfredo Peñaloza |
|                      |                       |

|                     |
| Bandera de Colombia |
| Campeón             |
| Colombia            |
| 3º título           |

## Estadísticas finales
| Equipo | Equipo          | Pts | PJ | PG | PE | PP | GF | GC | Dif |
| ------ | --------------- | --- | -- | -- | -- | -- | -- | -- | --- |
| 1      | Colombia        | 9   | 5  | 2  | 3  | 0  | 9  | 5  | 4   |
| 2      | Francia         | 11  | 5  | 3  | 2  | 0  | 11 | 3  | 8   |
| 3      | Italia          | 6   | 5  | 1  | 3  | 1  | 5  | 4  | 1   |
| 4      | México          | 7   | 5  | 2  | 1  | 2  | 7  | 8  | -1  |
| 5      | Portugal        | 5   | 3  | 1  | 2  | 0  | 3  | 2  | 1   |
| 6      | Hungría         | 4   | 3  | 1  | 1  | 1  | 4  | 3  | 1   |
| 7      | Costa de Marfil | 0   | 3  | 0  | 0  | 3  | 1  | 7  | -6  |
| 8      | China           | 0   | 3  | 0  | 0  | 3  | 1  | 9  | -8  |

## Goleadores
| Jugador               | Selección | Goles |
| --------------------- | --------- | ----- |
| Steven Joseph-Monrose | Francia   | 5     |
| Edwin Cardona         | Colombia  | 3     |
| James Rodríguez       | Colombia  | 2     |
| Nicolas Benezet       | Francia   | 2     |
| David Izazola         | México    | 2     |
| Ulises Dávila         | México    | 2     |
| Manolo Gabbiadini     | Italia    | 2     |
| Alberto Paloschi      | Italia    | 2     |
| Amido Baldé           | Portugal  | 2     |
| Márkó Futács          | Hungría   | 2     |

## Premios
| Premio                                         | País     | Jugador                                           |
| ---------------------------------------------- | -------- | ------------------------------------------------- |
| Mejor jugador                                  | Colombia | James Rodríguez                                   |
| Jugador + Elegante                             | Francia  | Frédéric Duplus                                   |
| Jugador + Cortez                               | Italia   | Fabio Borini                                      |
| Mejor arquero                                  | Francia  | Franck L'Hostis                                   |
| Revelación                                     | México   | Ulises Dávila                                     |
| Goleador                                       | Francia  | Steven Joseph-Monrose                             |
| Premio Especial                                | Colombia | Edwin Cardona                                     |
| La Mejor Acción Premio Jean-Philippe Rethacker | México   | Ulises Dávila por su gol frente a Hungría en Niza |
| Trofeo SBS Finalista más joven                 | Colombia | Cristhian Bonilla                                 |
| Juego limpio                                   | Francia  |                                                   |